# A Holland Antillák az 1972. évi nyári olimpiai játékokon
A Holland Antillák az NSZK-beli Münchenben megrendezett 1972. évi nyári olimpiai játékok egyik részt vevő nemzete volt. Az országot az olimpián 2 sportágban 2 sportoló képviselte, akik érmet nem szereztek.

## Sportlövészet
Nyílt
| Versenyző       | Versenyszám       | Pont | Helyezés |
| --------------- | ----------------- | ---- | -------- |
| Eduardo Adriana | Sportpuska, fekvő | 566  | 100.     |

## Súlyemelés
| Versenyző         | Versenyszám | Nyomás   | Nyomás   | Szakítás | Szakítás | Lökés    | Lökés    | Összesen | Helyezés |
| Versenyző         | Versenyszám | Eredmény | Helyezés | Eredmény | Helyezés | Eredmény | Helyezés | Összesen | Helyezés |
| ----------------- | ----------- | -------- | -------- | -------- | -------- | -------- | -------- | -------- | -------- |
| Roberto Lindeborg | 56 kg       | 100,0    | 19.      | 85,0     | 19.      | 115,0    | 17.      | 300,0    | 19.      |